# Oreogrammitis reinwardtioides
Oreogrammitis reinwardtioides är en stensöteväxtart som först beskrevs av Edwin Bingham Copeland, och fick sitt nu gällande namn av Barbara S. Parris. Oreogrammitis reinwardtioides ingår i släktet Oreogrammitis, och familjen Polypodiaceae. Inga underarter finns listade.